# Pietrasecca
Pietrasecca is een plaats (frazione) in de Italiaanse gemeente Carsoli.